# Henderson (Nebraska)
Henderson ist eine Stadt (City) im York County im US-Bundesstaat Nebraska. Das U.S. Census Bureau hat bei der Volkszählung 2020 eine Einwohnerzahl von 1.080 ermittelt.

## Demografie
Laut United States Census 2000 hat Henderson 986 Einwohner, davon 452 Männer und 534 Frauen.

## Lage
Henderson liegt im Südosten Nebraskas ca. 4 km südlich der Interstate 80. Grand Island liegt ca. 45 km westlich von Henderson.

## Geschichte
Das Gebiet des heutigen Henderson wurde nach dem ersten bekannten Siedler in der Region David Henderson benannt. Dieser siedelte dort schon 1866 mit seinem Sohn und Freunden und gründete den Ort. 1874 begannen Mennoniten-Familien aus Preußen einzuwandern, deren Nachkommen noch heute den größten Anteil an den Einwohnern darstellen. 1876 wurde die erste Schule gegründet und 1887 erreichte eine Linie der Fremont, Elkhorn & Missouri Valley Railroad den Ort. Im gleichen Jahr entstanden weitere Häuser, Geschäfte und ein Zugdepot und die Stadt wurde offiziell eingetragen. Nach der Großen Depression in den 1930er-Jahren konnte sich der Ort erholen und seine Einwohnerzahlen steigern. Während Henderson 1920 485 Einwohner zählte, waren es 1950 536 und aktuell 986.